# Ösa
Ösa is een plaats in de gemeente Krokom in het landschap Jämtland en de provincie Jämtlands län in Zweden. De plaats heeft 50 inwoners (2005) en een oppervlakte van 12 hectare. De plaats ligt vlak bij het Åssjön, een baai van het meer Storsjön. De Europese weg 14 loopt langs de plaats.